# Lenguas mandé noroccidentales
Las lenguas mandé noroccidentaleso Samogo-Soninké son una división propuesta dentro de las lenguas mandé habladas en Malí, Burkina Faso y Costa de Marfil. Entre las lenguas mandé la más importante demográficamente es el soninké.

## Clasificación interna
Entre los grupos filogenéticos claramente bien establecidos que forman parte de las lenguas mandé noroccidentales están:
- Lenguas bobo (Bɔbɔ)
- Lenguas bozo-soninké
  - Lenguas bozo
  - Idioma soninké
- Lenguas samogo
- Idioma jowulu (Jɔ)

## Comparación léxica
Los numerales en diferentes lenguas mandé noroccidentales son:
| GLOSA | Bobo               | Bobo              | Bozo     | Bozo        | Bozo    | Bozo    | Soninké | Samogo   | Samogo          | Jowulu            | PROTO- MANDÉ NOc.  |
| GLOSA | Madaré N.          | Madaré S.         | Hainyaxo | Tièma Cièwè | Tiéyaxo | Jenaama | Soninké | Dzùùngoo | Seenku (Sembla) | Jowulu            | PROTO- MANDÉ NOc.  |
| ----- | ------------------ | ----------------- | -------- | ----------- | ------- | ------- | ------- | -------- | --------------- | ----------------- | ------------------ |
| '1'   | tálɪ̄               | tèlé              | sâːnà    | sànːá       | sáná    | sànːá   | bàːnè   | sōːrē    | soen            | tẽːna             | *tãːni *soːre      |
| '2'   | pálà               | plá               | fíenù    | pẽ̀ːndé      | fẽ́ːndè  | pẽ̀ndéː  | fílːò   | fíːkí    | fi              | fuːli             | *pala *pele        |
| '3'   | sǎ                 | sáà               | síːyù    | sìːyé       | síːyò   | síkɛ̃̀ũ   | síkːò   | ʒìːɡī́    | suɛ             | bʒei              | *siku *saa         |
| '4'   | nìã̄                | náà               | náːnà    | nàːrá       | náːrà   | nàtã́    | náɣátò  | nàːlẽ́    | naː             | pʃɪrɛᶦ            | *naːrẽ             |
| '5'   | kʊ̄                 | kóò               | kɔ́lɔ́hɔ̀   | kɔ̀lɔ́        | kɔ́lɔ̀    | kɔ̀ːɡṍ   | káráɡò  | nũ̀       | no              | tãː               | *kolo(-go)         |
| '6'   | kʊ̀tã́nɪ̀ ( 5 + 1 )   | kònálá ( 5 + 1 )  | tú:mì    | tù:mì       | tú:mĩ̀   | tǔːmí   | tṹmù    | tsũ̀mɛ̃̄ ́   | tsiːn           | tãmãnɪ ( 5 + 1 )  | *tumi *kolo+tani   |
| '7'   | kʊ̀rʊ̀párá ( 5 + 2 ) | kòk͡pùrá ( 5 + 2 ) | dʒíenì   | dʒiènĩ́      | dʒêːnì  | yíèní   | ɲérù    | ɲɛ̃̀ːnṹ    | ɲɛːn            | dʒɔ̃mpʊn           | *dʒieni *kolo+pala |
| '8'   | kʊ̀rʊ̀sɔ̄ʊ ( 5 + 3 )  | kórósɔ̃̌ ( 5 + 3 )  | sɛ́kì     | tʃèkí       | sɛ̄kī    | sèkːí   | séɡù    | ŋáːlõ̀    | kaː             | fulpʊn ( 10 -2 )  | *seki *kolo+saa    |
| '9'   | kʊ̀rʊ̀nɔ̂ŋ ( 5 + 4 )  | kórónɔ̃̌ ( 5 + 4 )  | káfì     | kìáwí       | kìáwì   | kàpːí   | kábù    | kjèːrṍ   |                 | tẽmpʊn ( 10 - 1 ) | *kiapi *kolo+nãːre |
| '10'  | m̥ḿ                 | fʊ̃̀                | tã̄       | tá          | tã́      | tʃɛ́mí   | tã́mú    | tsjéù    |                 | bʒĩĩ              | *támí/ *pu-n       |